# José González Ferrer
José González Ferrer (6 ottobre 1977) è un ex nuotatore portoricano, specializzato nello stile libero.

## Biografia
Rappresentò Porto Rico ai Giochi olimpici estivi di Atlanta 1996, classificandosi 16º nella staffetta 4x100 m stile libero e 19º nella 4x100 m misti.